# Carleon
Carleon (ou Carlion, Caerlleon, Kaer Llion) est un lieu cité dans différentes œuvres du cycle arthurien. Il s'agit d'un des lieux de résidence du roi Arthur les plus cités dans les œuvres qui lui sont dédiés, avec Camelot.

## Œuvres d'apparition

### Dans l'œuvre de Geoffroy de Monmouth
Dans Historia regum Britanniae, histoire des rois légendaires de l’île de Bretagne écrite au XIIe siècle par Geoffroy de Monmouth, il est donné comme le siège principal de la cour d'Arthur. Selon cet auteur, le roi légendaire Belin fit construire nombre de cités. Il en fondit une sur l'Usk, près du golfe de la Severn, dans le Glamorgan, longtemps baptisée Kaerusc. Par la suite, les Romains la rebaptisèrent "Castra Legionum" ("Ville-des-légions"), à cause des légions romaines ayant l'habitude d'y prendre leurs quartiers d'hiver ; c'est l'étymologie de Carleon. Gurguint Barbtruc, fils de Belin, embellit la ville d'édifices et de remparts et y fut enterré. Lucius de Bretagne, roi et saint qui introduisit le christianisme sur l'île, transforma les sièges des archiflamines en archevêchés. Ceux-ci se trouvaient dans trois des plus nobles cités : Londres, York et Ville-des-légions. Au temps de l'empereur romain Dioclétien, Maximien Hercule arriva en Bretagne et fit massacrer les chrétiens : parmi les martyrs de l'île se trouvent les habitants de Ville-des-légions Julius et Aaron (en), célébrés depuis dans la ville. Plus tard, à Dinas Emrys, le roi Vortigern entendit Merlin réaliser de nombreuses prédictions sur les temps à venir, prédisant notamment que Ménevie revêtira le pallium de Ville-des-légions.
Sous le règne d'Aurelius Ambrosius, la ville fut confiée à l'archevêque Dubrice, primat de Bretagne et légat apostolique. Également, il sacra et couronna du diadème royal Arthur lors de la Pentecôte. Ville-des-légions, avec son palais royal, fut choisie pour la cérémonie, la ville étant particulièrement agréable et riche. Elle est décrite comme bordée d'un côté de la Severn, par lequel les rois d'outremer invités pouvaient arriver. De l'autre côté se trouvaient des bois et des prés. Des palais royaux, dont les toits dorés évoquaient Rome, prouvaient la puissance de la cité. S'y trouvaient aussi une église dédiée à Julius le Martyr, avec un magnifique chœur de vierges consacrées à Dieu, où Guenièvre fut couronnée reine. Une autre honorait saint Aaron, entretenue par une communauté de chanoines ; c'était le troisième siège métropolitain de la Bretagne. Enfin, un gymnase réunissait deux cents philosophes, spécialisés dans l'astronomie et les autres arts libéraux, qui prédisaient grâce à leurs sûres estimations les prodiges des temps futurs. Alors qu'Arthur combattit les Romains en Gaule, son neveu Mordred, à qui il avait confié la garde de la Bretagne, s'était emparé du pouvoir et fait de la reine Guenièvre son amante. Lorsque le roi légitime commença à prendre le dessus sur le traître, celle-ci prit peur et se réfugia parmi les religieuses du monastère de Julius le martyr, promettant d'y mener une vie chaste. Sous le règne de Constantin, successeur d'Arthur, l'archevêque de la ville fut le vertueux David. Ce dernier s'éteint ensuite à Ménevie, où il avait déplacé le siège épiscopal, réalisant ainsi une des prédictions de Merlin.

### Dans les œuvres suivantes
Carleon est encore présenté comme le lieu de la cour d'Arthur dans plusieurs œuvres postérieures :
- Plusieurs contes gallois généralement publiés dans le même recueil que le Mabinogion : Le Rêve de Macsen, Owein, Peredur ab Evrawc et Gereint ac Enid.
- La Vengeance Raguidel, poème du début du XIIIe siècle attribué à Raoul de Houdenc.

Cependant, le site est progressivement supplanté au cours des XIIe et XIIIe siècles par Camelot, apparu dans Lancelot ou le Chevalier de la charrette de Chrétien de Troyes (écrit à la fin du XIIe siècle) et devient la deuxième ville du royaume, où le roi réunit souvent sa cour. Carleon apparaît à ce titre dans de nombreuses œuvres, parmi lesquelles :
- Les Merveilles de Rigomer, roman anonyme du XIIIe siècle
- Perceval ou le conte du Graal, Chrétien de Troyes, fin du XIIe siècle
- Le Morte d'Arthur, roman de Thomas Malory, 1485
- Les Idylles du Roi, recueil de poèmes d'Alfred Tennyson, 1885
- La quête du roi Arthur (en), Terence Hanbury White, 5 volumes, parus entre 1938 et 1977
- Les Dames du lac, Marion Zimmer Bradley, 1983

Carleon figure aussi dans des œuvres hors du cycle arthurien :
- Yonec, un des lais de Marie de France, composé au XIIe siècle.

## Localisations possibles
Carleon est généralement identifié avec la ville de Caerleon au Pays de Galles. On y trouve le site d'Isca Augusta (en), qui servit à la Légion romaine et le nom Caerleon est dérivé du gallois pour « forteresse de la légion ».